# باول كولينز (كاتب)
باول كولينز (بالإنجليزية: Paul Collins)‏ هو كاتب أمريكي، ولد في 12 يناير 1969 في مقاطعة مونتغومري في الولايات المتحدة.